# Nuoto ai Giochi della XXVII Olimpiade - 100 metri dorso femminili
Si sono svolte 6 batterie di qualificazione. Le prime 16 atlete si sono qualificate per le semifinali.

## Batterie
17 settembre 2000

### 1ª batteria
| Posizione | Atleta                     | Paese          | Tempo   |
| --------- | -------------------------- | -------------- | ------- |
| 1         | Marie-Lizza Danila         | Filippine      | 1:06.48 |
| 2         | Marica Strazmester         | Jugoslavia     | 1:07.21 |
| 3         | Derya Erke                 | Turchia        | 1:07.26 |
| 4         | Kolbrun Yr Kristjansdottir | Islanda        | 1:07.28 |
| 5         | Anjelika Solovieva         | Kirghizistan   | 1:07.63 |
| 6         | Andrea Prono               | Paraguay       | 1:08.11 |
| 7         | Clara Monika Bakale        | Rep. del Congo | 1:16.36 |

### 2ª batteria
| Posizione | Atleta                   | Paese            | Tempo       |
| --------- | ------------------------ | ---------------- | ----------- |
| 1         | Camilla Johansson        | Svezia           | 1:04.99     |
| 2         | Hiu Wai Sherry Tsai      | Hong Kong        | 1:05.28     |
| 3         | Chonlathorn Vorathamrong | Thailandia       | 1:06.12     |
| 4         | Annamaria Kiss           | Ungheria         | 1:06.12     |
| 5         | Serrana Fernández        | Uruguay          | 1:06.57     |
| 5         | Elsa Manora Nasution     | Indonesia        | 1:06.57     |
| 7         | Chia-Hsien Kuan          | Taipei cinese    | 1:16.36     |
| -         | Tessa Solomon            | Antille Olandesi | Non partita |

### 3ª batteria
| Posizione | Atleta             | Paese         | Tempo   |
| --------- | ------------------ | ------------- | ------- |
| 1         | Kirsty Coventry    | Zimbabwe      | 1:03.05 |
| 2         | Shim Min-Ji        | Corea del Sud | 1:03.20 |
| 3         | Monique Robins     | Nuova Zelanda | 1:04.52 |
| 4         | Nadiya Beshevli    | Ucraina       | 1:04.66 |
| 4         | Sofie Wolfs        | Belgio        | 1:04.66 |
| 6         | Irina Raevskaya    | Russia        | 1:04.76 |
| 7         | Ana Maria Gonzalez | Cuba          | 1:04.95 |
| 8         | Aikaterini Bliamou | Grecia        | 1:05.09 |

### 4ª batteria
| Posizione | Atleta             | Paese       | Tempo   |
| --------- | ------------------ | ----------- | ------- |
| 1         | Roxana Maracineanu | Francia     | 1:01.66 |
| 2         | Barbara Bedford    | Stati Uniti | 1:01.70 |
| 3         | Nina Živanevskaja  | Spagna      | 1:01.97 |
| 4         | Dyana Calub        | Australia   | 1:02.46 |
| 5         | Lu Donghua         | Cina        | 1:02.91 |
| 6         | Charlène Wittstock | Sudafrica   | 1:03.18 |
| 7         | Sarah Price        | Regno Unito | 1:03.22 |
| 8         | Brenda Starink     | Paesi Bassi | 1:05.93 |

### 5ª batteria
| Posizione | Atleta             | Paese       | Tempo   |
| --------- | ------------------ | ----------- | ------- |
| 1         | Zhan Shu           | Cina        | 1:02.19 |
| 2         | Antje Buschschulte | Germania    | 1:02.23 |
| 3         | Katy Sexton        | Regno Unito | 1:02.67 |
| 4         | Kelly Stefanyshyn  | Canada      | 1:02.78 |
| 5         | Sandra Völker      | Germania    | 1:02.88 |
| 6         | Giaan Rooney       | Australia   | 1:03.20 |
| 7         | Anu Koivisto       | Finlandia   | 1:03.44 |
| 8         | Aleksandra Miciul  | Polonia     | 1:04.51 |

### 6ª batteria
| Posizione | Atleta              | Paese       | Tempo   |
| --------- | ------------------- | ----------- | ------- |
| 1         | Mai Nakamura        | Giappone    | 1:00.88 |
| 2         | Diana Mocanu        | Romania     | 1:01.18 |
| 3         | Louise Ornstedt     | Danimarca   | 1:01.98 |
| 4         | Noriko Inada        | Giappone    | 1:02.19 |
| 5         | Michelle Lischinsky | Canada      | 1:02.89 |
| 6         | Courtney Shealy     | Stati Uniti | 1:03.19 |
| 7         | Ilona Hlaváčková    | Rep. Ceca   | 1:03.28 |
| 8         | Fabiola Molina      | Brasile     | 1:03.68 |

## Semifinali
17 settembre 2000

### 1° semifinale
| Posizione | Atleta              | Paese       | Tempo   |
| --------- | ------------------- | ----------- | ------- |
| 1         | Diana Mocanu        | Romania     | 1:00.70 |
| 2         | Barbara Bedford     | Stati Uniti | 1:01.61 |
| 3         | Louise Ornstedt     | Danimarca   | 1:01.69 |
| 4         | Dyana Calub         | Australia   | 1:01.86 |
| 5         | Kelly Stefanyshyn   | Canada      | 1:02.35 |
| 6         | Kirsty Coventry     | Zimbabwe    | 1:02.54 |
| 7         | Michelle Lischinsky | Canada      | 1:02.55 |
| 8         | Zhan Shu            | Cina        | 1:02.92 |

### 2° Semifinale
| Posizione | Atleta             | Paese       | Tempo   |
| --------- | ------------------ | ----------- | ------- |
| 1         | Mai Nakamura       | Giappone    | 1:01.07 |
| 2         | Noriko Inada       | Giappone    | 1:01.61 |
| 3         | Nina Živanevskaja  | Spagna      | 1:01.41 |
| 4         | Roxana Maracineanu | Francia     | 1:01.61 |
| 5         | Antje Buschschulte | Germania    | 1:01.91 |
| 6         | Katy Sexton        | Regno Unito | 1:02.35 |
| 7         | Sandra Völker      | Germania    | 1:03.01 |
| 8         | Lu Donghua         | Cina        | 1:03.31 |

## Finale
18 settembre 2000
| Posizione | Atleta             | Paese       | Tempo   |
| --------- | ------------------ | ----------- | ------- |
|           | Diana Mocanu       | Romania     | 1:00.21 |
|           | Mai Nakamura       | Giappone    | 1:00.55 |
|           | Nina Živanevskaja  | Spagna      | 1:00.89 |
| 4         | Roxana Maracineanu | Francia     | 1:01.10 |
| 5         | Noriko Inada       | Giappone    | 1:01.14 |
| 6         | Barbara Bedford    | Stati Uniti | 1:01.47 |
| 7         | Dyana Calub        | Australia   | 1:01.61 |
| 8         | Louise Ornstedt    | Danimarca   | 1:02.02 |